# マコーミック (企業)

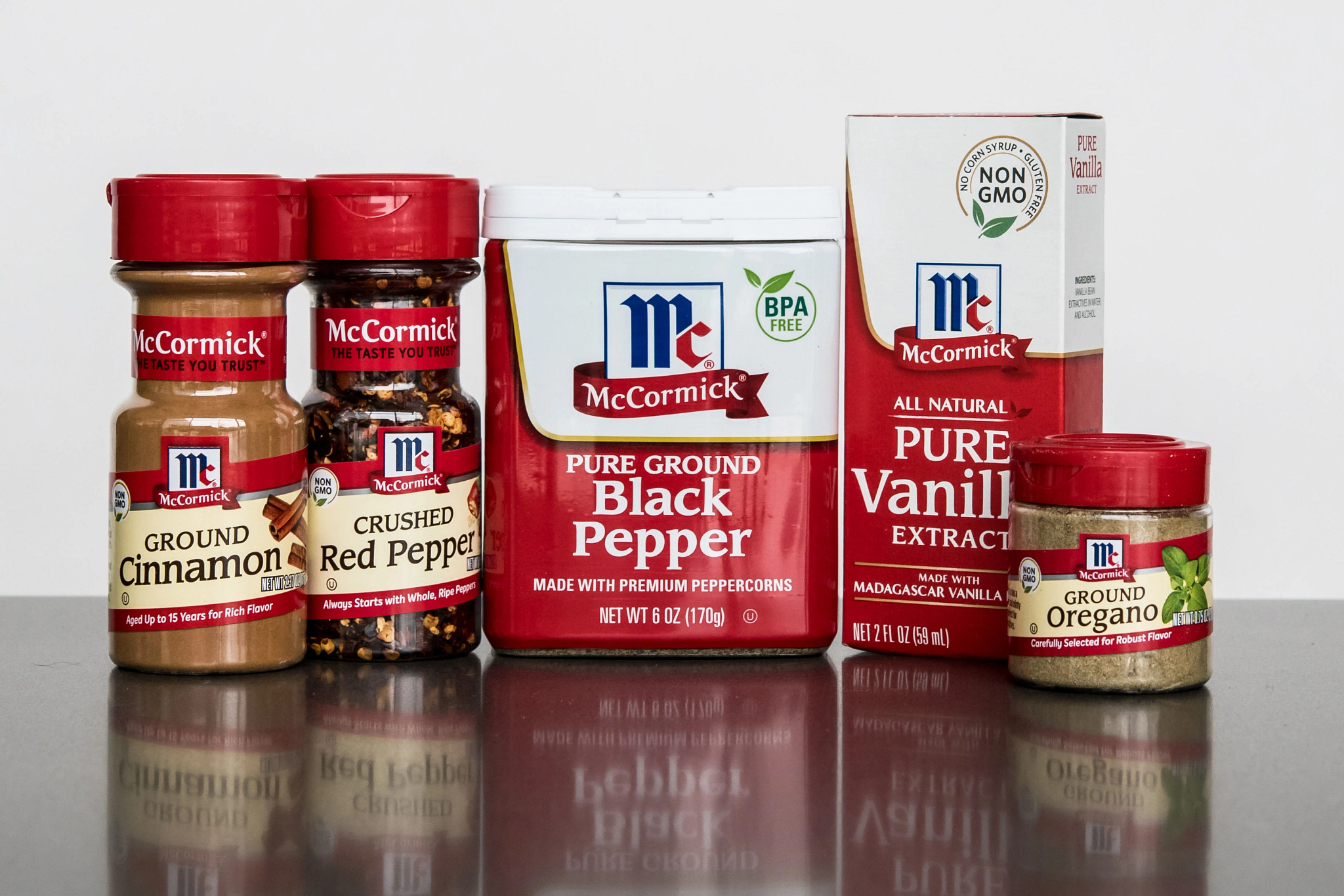
マコーミックのシナモン、赤トウガラシ、黒胡椒、バニラ、オレガノ商品

マコーミック（英語：McCormick & Company）は、アメリカ合衆国の食品メーカー。主に香辛料、シーズニング、調味料、その他の加工食品の生産及び消費者、外食産業など向け販売を行なっている。世界各国で商品を販売しており、売上において世界最大の香辛料関連メーカーである。フォーチュン500企業であり、全世界で約14,000名の従業員を持つ。本社はアメリカ合衆国メリーランド州ハント・バレーに置いている。

## 沿革

### 創業と初期
ウィラビー・M・マコーミック（1864–1932）は1889年、25歳のときにボルチモアで事業を始めた。1つの部屋と地下室で最初の商品であるルートビア、フレーバー抽出物、フルーツシロップ、ジュースなどを戸別訪問で販売していた。7年後、マコーミックはF.G.エメット・スパイス・カンパニーを買収し、スパイス業界に参入した。
1903年、ウィラビーと兄ロバドーは、会社をメイン州で登記した。その後1915年にメリーランド州で再登記した。1904年2月のボルチモア大火災で会社の資産と記録のほとんどが焼失したが、1905年同じ場所に5階建ての新社屋を10か月以内に建設した。
1916年、アメリカ化学局（現在のアメリカ食品医薬品局）は、マコーミックの黒コショウ製品における不純物について調査を行った。この訴訟は、罰金と「10%〜28%のペッパーシェル（皮）を加えた粉末黒コショウ」と表記するよう命じられる結果となった。

### 経営の継承
ウィラビーの甥チャールズ・P・マコーミック（1896–1970）は1912年の夏に、ボルチモア・シティ・カレッジ高校在学中に会社で働き始めた。1915年に卒業後、ジョンズ・ホプキンス大学に進学し、1925年に会社の取締役会に選出された。
ウィラビーは1932年11月4日に死去し、チャールズは36歳で社長兼取締役会会長に選出された。1941年には、大きな「Mc」がほぼすべてのアメリカ国内商品で商標として使われるようになった。
チャールズ・P・マコーミック・ジュニア（通称バズ）は1987年に社長兼CEOに選ばれ、1988年にはCEOおよび取締役会会長に再選された。
1989年に会社創業100周年を迎え、主に社員や成功に貢献した人々を対象に記念イベントを開催し、音楽グループアップ・ウィズ・ピープルが全米の学校、教会、病院などで公演を行った。マコーミックはフォーチュン500企業であり、2020年の年間売上高は56億ドルに達した。

### 買収
マコーミックは、1947年にサンフランシスコを拠点とするコーヒー、スパイス、抽出物の会社であるA.シリング社を買収し、全米展開を開始した。マコーミックは1990年代まで西部部門でシリングの名称を使用し続け、シリングブランドの製品は2002年が最後となった。それ以降、同社の全商品は全国的に「マコーミック」ブランドで販売されている。
1953年には同様にカリフォルニア州に拠点を置くベン・ハー・プロダクツ社を買収し、1959年にはカナダ・オンタリオ州ロンドンにあるカナダ最大のスパイス企業、ゴーマン・エッカート社を買収した。1961年にはカリフォルニア州ギルロイにあるギルロイ・フーズ社を完全子会社化した。他の買収では、1962年のベーカー・エキストラクト社、1967年のケーキメイト（ケーキデコレーション用品）、1968年のチャイルダーズ・フーズ（後にゴールデン・ウエスト・フーズに統合）およびマサチューセッツ州イーストハンプトンのチューブド・プロダクツ社（食品充填およびプラスチックチューブのメーカー）が含まれる。チャールズ・P・マコーミックは1969年に引退し、名誉会長に任命されたが、翌1970年に心臓発作で亡くなった。
1973年、マコーミックはカリフォルニア州ギルロイの冷凍食品メーカー兼代理店であるゴールデン・ウエスト・フーズを買収し、シリングブランドのもとで冷凍食品事業に参入した。マコーミック（東）とシリング（西）の小売部門は1975年に統合され、ボルチモアに本社を置くグロサリープロダクツ部門が設立された。その他の買収には、1975年のオール・ポーションズ、1976年のシカゴのTVタイム・フーズ、1977年のカリフォルニア州サンラファエルのアストロ・フーズ、1979年のアトランタのハンディー・パックがある。
1979年10月、スイスの製薬会社サンド社が、マコーミックを買収する意向を発表した。マコーミックは1980年5月にサンドズを提訴し、同年9月にはサンドズがマコーミックの買収を断念し、取得していた株式を売却することで合意した。
1981年には、カリフォルニア州カルバーシティのプラスチックボトル製造会社セットコと、シカゴの特殊香料・着色料会社スタンジを子会社化した。1984年には、イギリスの上場企業パターソン・ジェンクス社と、英国最大のスパイスブランドであるシュワルツ社を買収した。その他の買収には、1986年にサンフランシスコのアルマニーノ＆サン社から、世界最大のチャイブ栽培・加工会社であるアルマニーノ・ファームズ社を買収。1987年には、ギルロイのジェントリーフーズ、カリフォルニア州ウィンザーのパセリ・パッチ、エンシニータスのザ・ハーブ・ファームの3社を買収。
1990年、マコーミックはメリーランド州の名物である青ガニを調理・蒸すのに使われるチェサピーク湾地域の有名な調味料ブランド「オールド・ベイ・シーズニング」の権益を取得した。続いて1991年にはロサンゼルスのモハーベ・フーズ社、1993年にはゴールデン・ディプト社の消費者製品部門を買収。1994年にはメキシコのペサ・グループ、フィンランドのトゥコ社、スイスのブット社、イギリス・サウサンプトンのミニパック社を買収した。名誉会長チャールズ・P・マコーミック・ジュニアは1994年に再び会長に就任。1995年にはゴールデン・ウエスト・フーズ、1996年にはミニパック社と、エジプト・カイロのギザ・ナショナル・デハイドレーションを売却した。1997年にはマコーミック・カナダがフレンチ社のドライシーズニングラインを取得。
2000年にはフランスのデュクロス社を買収し、後に「マコーミック・フランス」と改名。2003年、同社はS&P 500指数に採用され、イギリスのユニーク・ソース社とルイジアナ州のザタラン社を買収。さらに包装事業（セットコとチューブド・プロダクツ）および、ジェンクス社の仲介業資産を売却した。2004年にはオランダのC.M.ファン・シレヴォルド社、2006年にはエピキュリアン・インターナショナル社（後にシンプリー・アジア・フーズに改名）を買収、同社の「タイキッチン」および「シンプリーアジア」ブランドを取得した。
2007年、マコーミックはスパイスの古いパッケージの処分を促す広告キャンペーンを開始。「住所が“Baltimore, MD 21202”と記載されているパッケージは15年以上前のものである」と消費者に呼びかけた。2008年にはカナダのビリー・ビー・ハニープロダクツ、さらに最大の買収としてローリーズ（Lawry's）ブランドのシーズニングとマリネードを取得した。連邦取引委員会（FTC）の承認を得るため、マコーミックはSeason-Allブランドをモートン・ソルト社に売却した。
2011年、同社はオハイオ州の常温保存型液体ストックブランド「キッチン・ベーシックス」を3,800万ドルで買収。同年、ポーランドの大手スパイス・調味料・マスタードブランドを持つ非公開会社Kamis S.A.を2億9,100万ドルで買収。また、インドのコヒノール・フーズ・リミテッド社との合弁会社として、バスマティ米およびレトルト食品を販売するために、1億1,500万ドルでコヒノール・スペシャリティ・フーズ・インディア社の85%を取得した。
2013年中頃、マコーミックは中華人民共和国中部に位置する調味料メーカー、武漢亜太調味食品有限公司（WAPC）の買収を完了した。同社は大橋および厨師楽というブイヨン製品を保有している。
2015年6月、マコーミックはクリストファー・B・“スタッブ”・スタブルフィールドの名前で知られるスタッブス・ブランドのマリネ、BBQソース、ラブ（乾燥調味料）を1億ドルで買収した。
2015年12月、マコーミックはグローバル業務担当のローレンス・E・クルジウスが2016年2月よりCEOに就任することを発表した。クルジウスはマコーミックで12年間幹部職を務め、それ以前はアンクル・ベンズ（マース社）、クエーカーオーツカンパニーなどで勤務していた。
2016年4月、マコーミックはプレミア・フーズの買収提案を撤回した。理由は、プレミア側の提示価格が株主の利益にならないと判断したためである。2016年末、同社はイタリア・フィレンツェに本社を置く非公開企業エンリコ・ジョッティ社を1億2,700万ドルで買収した。
2017年、マコーミックはレキットベンキーザー社の食品部門（RBフーズ）を42億ドルで買収した。これは、10年前のローリーズ買収を上回り、同社史上最大の買収となった。フレンチ（French’s）およびフランクス・レッドホット（Frank’s RedHot）のブランドは、マコーミックブランドに次ぐ2番目および3番目に大きなブランドとなった。
2020年11月、マコーミックはL.キャタートン社からチョルーラ・ホットソースを8億ドルで買収することで合意。2020年12月には、北米を拠点とする香料製造の大手FONAインターナショナルを買収した。

### 研究開発
2019年2月、マコーミックはIBMと提携し、過去数十年にわたるデータを分析して新しいフレーバーの組み合わせやシーズニングミックスを開発する人工知能（AI）システムを構築したと発表した。同年、同社はAIが開発した初のシーズニングミックス製品「One」シリーズ（ワンプレート料理用）を発売した。

## 本社

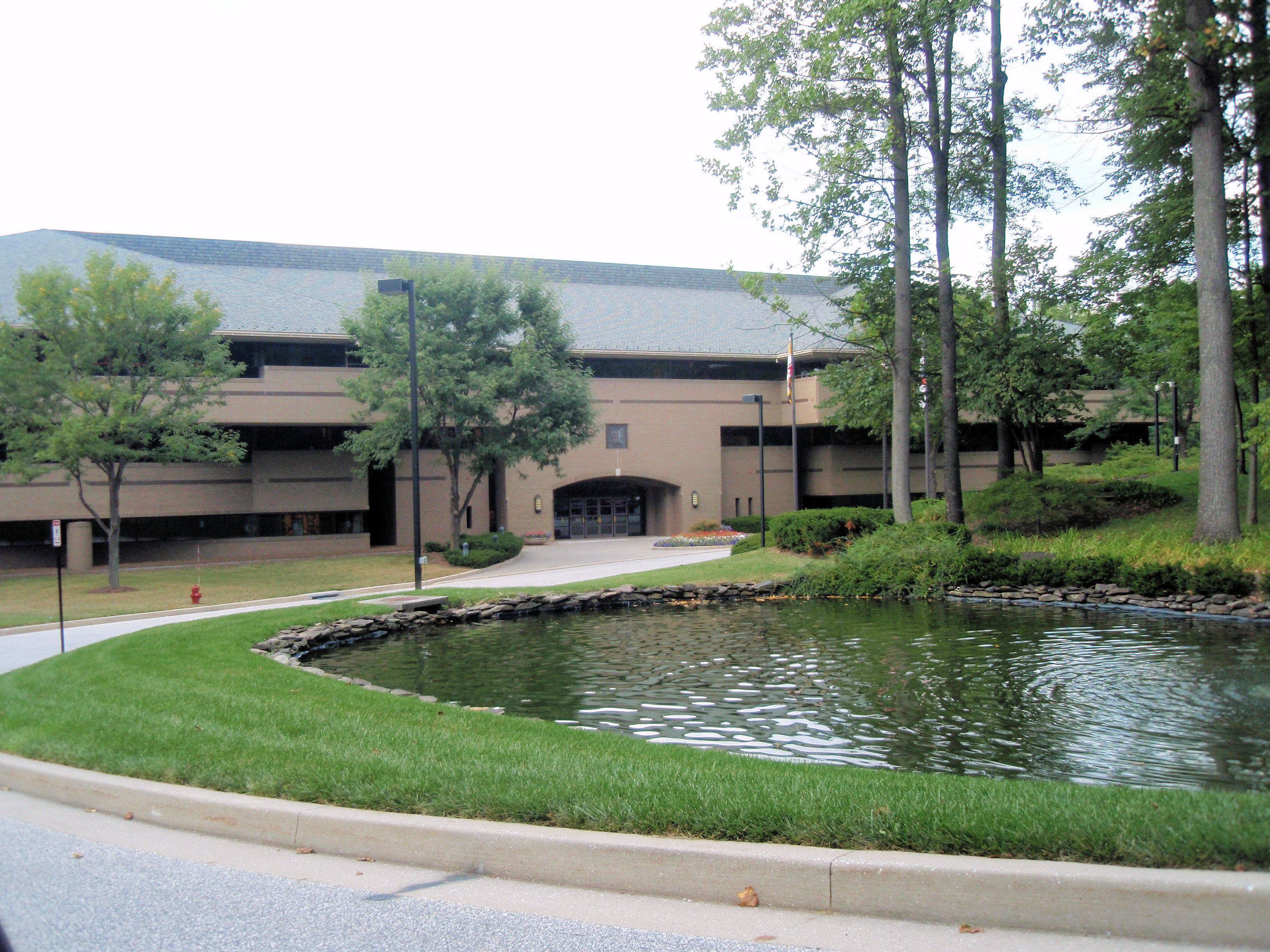
メリーランド州スパークスの旧本社

1970年、マコーミックは製造拠点および本社を、ボルチモアのインナー・ハーバーからメリーランド州ハント・バレーに移転した。1991年には、本社機能をメリーランド州スパークスに移した。2018年には、1,100人の従業員を擁する同社のグローバル本社がスパークスから再びハント・バレーへ戻り、2018年10月2日に盛大な開所式が行われた。

## ブランドと商品ライン
マコーミックのコンシューマー部門のブランドは、下記の名前で約170の国と地域で展開されている。コンシューマー部門製品のラインナップには、スパイスとハーブ、レシピミックス、エキス、調味料、マリネ液、スープストック（だし）、ブロス（煮出しスープ）、ブイヨン、ソース、トッピング、手作りデザート、ライスミックス、サラダドレッシング、パン粉などが含まれる。
マコーミックは、世界中の食品メーカー、フードサービス業者、レストラン向けに、香料、ブランド食品サービス製品、調味料、コーティングシステム、食品用原材料などを製造している。
- Aeroplane Jelly
- Billy Bee
- Brand Aromatics
- Cattlemen's BBQ Sauce
- チョルーラ・ホットソース Cholula Hot Sauce
- Club House
- Club House for Chefs
- Daqiao（大桥）
- Drogheria & Alimentari (D&A)
- Ducros
- EarthRight
- El Guapo
- FONA
- Frank's RedHot
- フレンチ French's
- Giotti
- Gourmet Garden
- Kamis
- Keen's
- Lawry's
- Margao
- マコーミック McCormick
- Old Bay
- シュワルツ Schwartz
- Silvo
- Simply Asia
- Spice Classics
- Stubb's
- Tiger's Milk
- Thai Kitchen
- Vahiné
- Zatarain's